# Tramvajová doprava v Alicante

Logo

Schéma tratí v Alicante

Španělské město Alicante má vlastní síť tramvajové dopravy, kterou tvoří jedna trať o rozchodu 1000 mm a délce 93 km. Jedná se o tramvajový provoz rychlodrážního typu, který provozuje společnost FGV Alicante.

## Vývoj
Moderní systém tramvajové dopravy v Alicante, který byl otevřen 15. srpna 2003, nahradil předešlou síť úzkorozchodnou z roku 1914 s názvem trenet (rekonstrukce původních úseků probíhaly již od roku 1999). Mezi součásti postupné přestavby, která byla rozvržena do několika etap, patří například zelektrifikování určitého úseku železnice, po kterém tramvaje obsluhují okolní obce, či pronájem nových tramvají typu Combino z Německa; do provozu však jsou nasazovány vozy nové, 37 m dlouhé s kapacitou 303 cestujících. Tramvaje se vyrábějí v závodu Siemensu ve Valencii.

## Budoucí plány

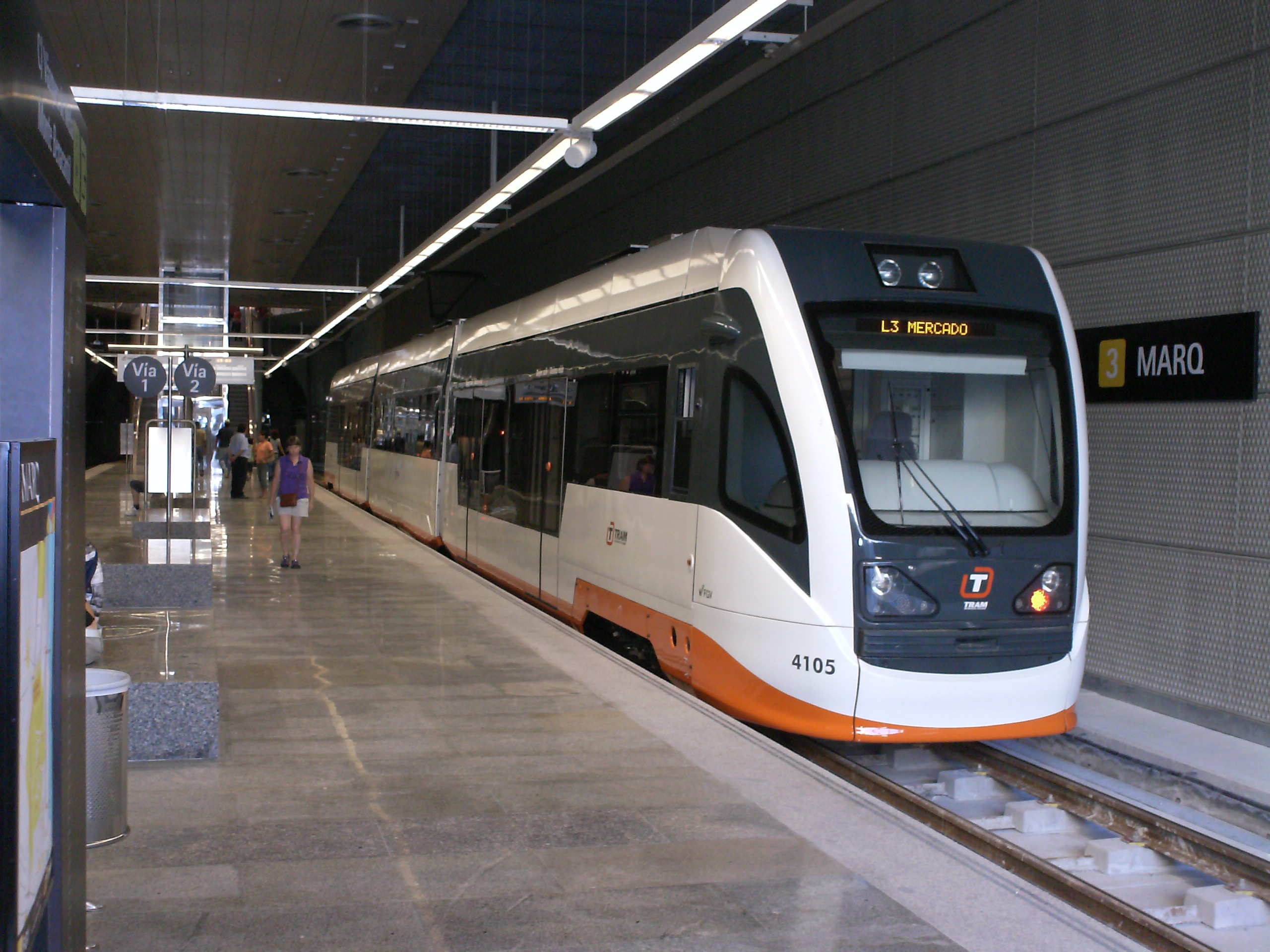
Tramvaj v Alicante

Po dokončení posledních etap výstavby tramvaj obslouží pobřeží, centrum města, univerzitu, nemocnici a nádraží (podpovrchovým úsekem), či vzdálená města Benidorm a Denia, kam bude doprava zajištěna po železniční trati. Rozšiřováním sítě v centru Alicante vznikne místo jedné trasy skutečná síť tramvajové dopravy. Do roku 2020 má klesnout podle plánů podíl individuální automobilové dopravy na třetinu.

## Vozovny
Jako vozovna sloužily alicantským tramvajím původní železniční dílny La Marina, v současné době však funguje již vozovna nová s názvem Poble Espanyol.